# Manufactura abierta
La fabricación abierta, o manufactura abierta, o producción abierta, o "Diseño Global de Fabricación Local", es un nuevo modelo de producción socioeconómica, en el que los objetos físicos se producen de forma abierta, colaborativa, y distribuida, y que está basado en los principios de código abierto y diseño abierto.
La fabricación abierta combina los siguientes elementos de un proceso de producción: nuevos métodos y herramientas de producción abierto (como impresoras 3D), movimientos basados en nuevos valores (como el movimiento Maker o hacedor), nuevas redes e instituciones para fabricar y producir (como FabLabs), y métodos abiertos de código, software y protocolos.
La fabricación abierta también puede incluir modelización y fabricación digital y control numérico computacional (CNC) de las máquinas utilizadas para la producción, a través de software de código abierto y hardware de código abierto.
La filosofía de fabricación abierta está cercana al movimiento de fuente abierta, aunque principalmente desarrolla productos físicos, y no tanto software.
Redlich y Bruns definen la "producción abierta" como "una forma nueva de coordinación para sistemas de producción, que implica un sistema de intermediación superior que permite coordinar la información y los flujos materiales entre los interesados de producción", y que abarca todo el proceso de creación de valor para bienes físicos: desarrollo, fabricación, ventas, soporte, etc.
El rol de política encomendado por la Comisión Europea, utiliza el término de "fabricación maker" o hacedora, y lo posiciona entre la innovación social, las TIC de código abierto, y la fabricación.

## Ejemplos
- Open Source Ecology (Ecología de código abierto), un proyecto para diseñar y construir máquinas abiertas de código abierto, fabricadas por eXtreme Manufacturing.
- Ejemplos de productos imprimibles 3D de código abierto para desarrollo sostenible autodirigido en Appropedia.
- Estudios de caso de suministros humanitarios imprimibles 3D hechos-en-campo: pinzas de cordón umbilical, ganchos de splitters/IV, manos prostéticas, accesorios WASH.
- Proyecto RepRap, un proyecto para crear una impresora 3D autorreplicante de código abierto.
- Local Motors : aplicando de la producción abierta al campo del transporte y los vehículos
- Sensorica, una organización-red de desarrollo de hardware, que utiliza el modelo de red de valor abierto.
- guupis: una plataforma de producción abierta, destinada a innovar y producir productos de hardware.